# Hamburg-Billwerder
Billwerder ist ein Hamburger Stadtteil im Bezirk Bergedorf. Bis ins 20. Jahrhundert hinein bezeichnete der Name Billwärder eine deutlich größere Landschaft zwischen den Flüssen Bille und (Dove) Elbe, die auch die heutigen Stadtteile Allermöhe, Billbrook, Moorfleet, Neuallermöhe, Rothenburgsort sowie den Westteil von Bergedorf (Nettelnburg) umfasst. Zur Unterscheidung von den anderen genannten Siedlungen, insbesondere denen auf der Elbseite, hieß der heutige Stadtteil bis 1949 Billwärder an der Bille.

## Geographie
Das heutige Billwerder wird im Uhrzeigersinn umschlossen von den hamburgischen Stadtteilen Billbrook (Nordwesten), Billstedt (Norden), Lohbrügge (Nordosten), Bergedorf (Südosten), Neuallermöhe (Süden), Allermöhe (Südwesten) und Moorfleet (Westen).
Der Stadtteil liegt in feuchtem Marschgebiet und ist dünn besiedelt. Billwerder bildet den Übergang von den ländlichen Vier- und Marschlanden zu den Industrie- und Gewerbegebieten am Ostrand des Hamburger Hafens. Insofern prägen einerseits Gartenbau und Landwirtschaft, andererseits auch Gewerbebereiche sowie direkt umgebende Verkehrsadern wie die Bundesautobahn 1, die Bundesstraße 5 und die Bahnstrecke Berlin–Hamburg das Gesicht des Stadtteils.

## Geschichte

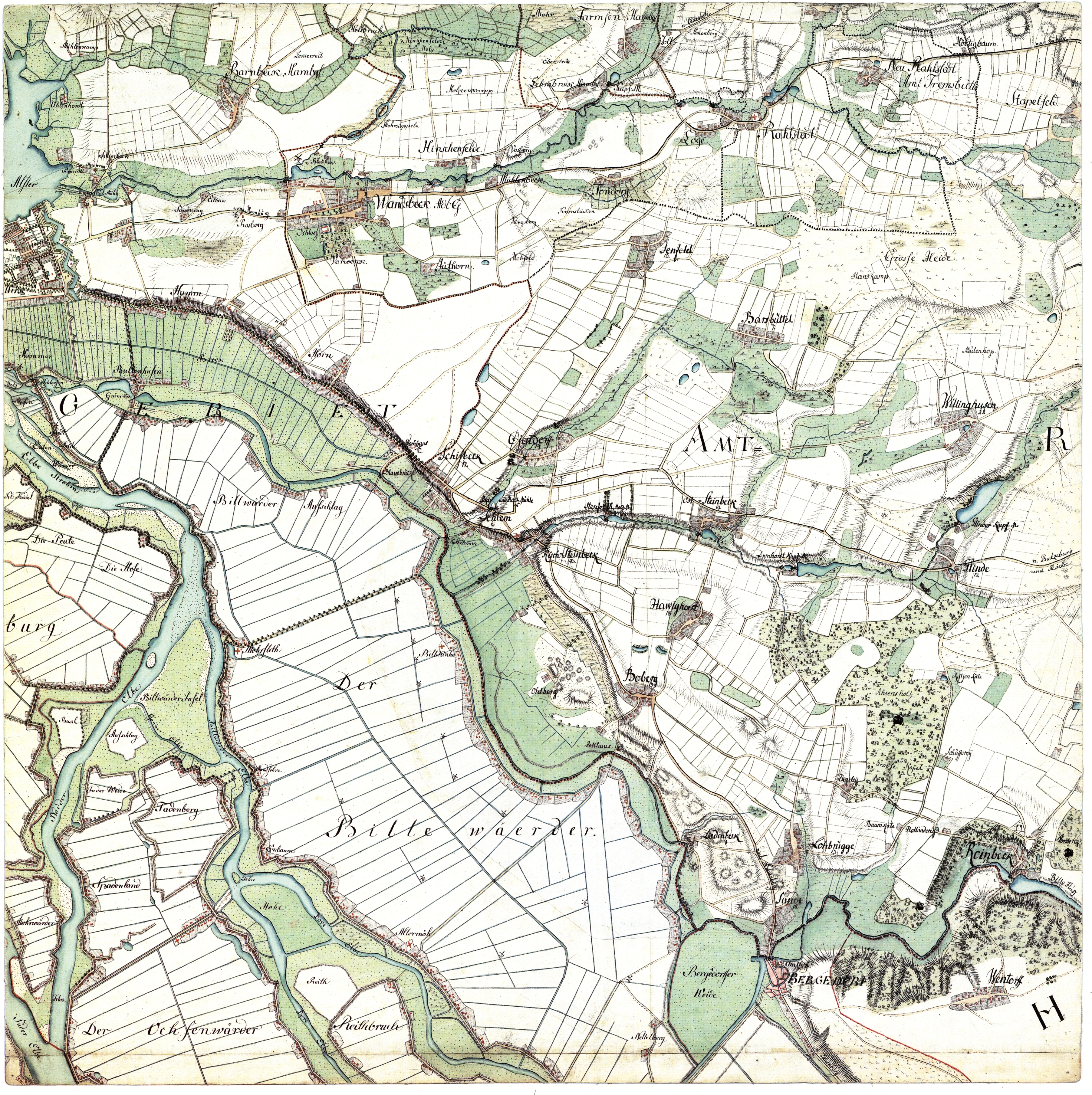
Die Insel Billwärder um 1790. Der heutige Ortsteil wird hier als „Billkirche“ bezeichnet.

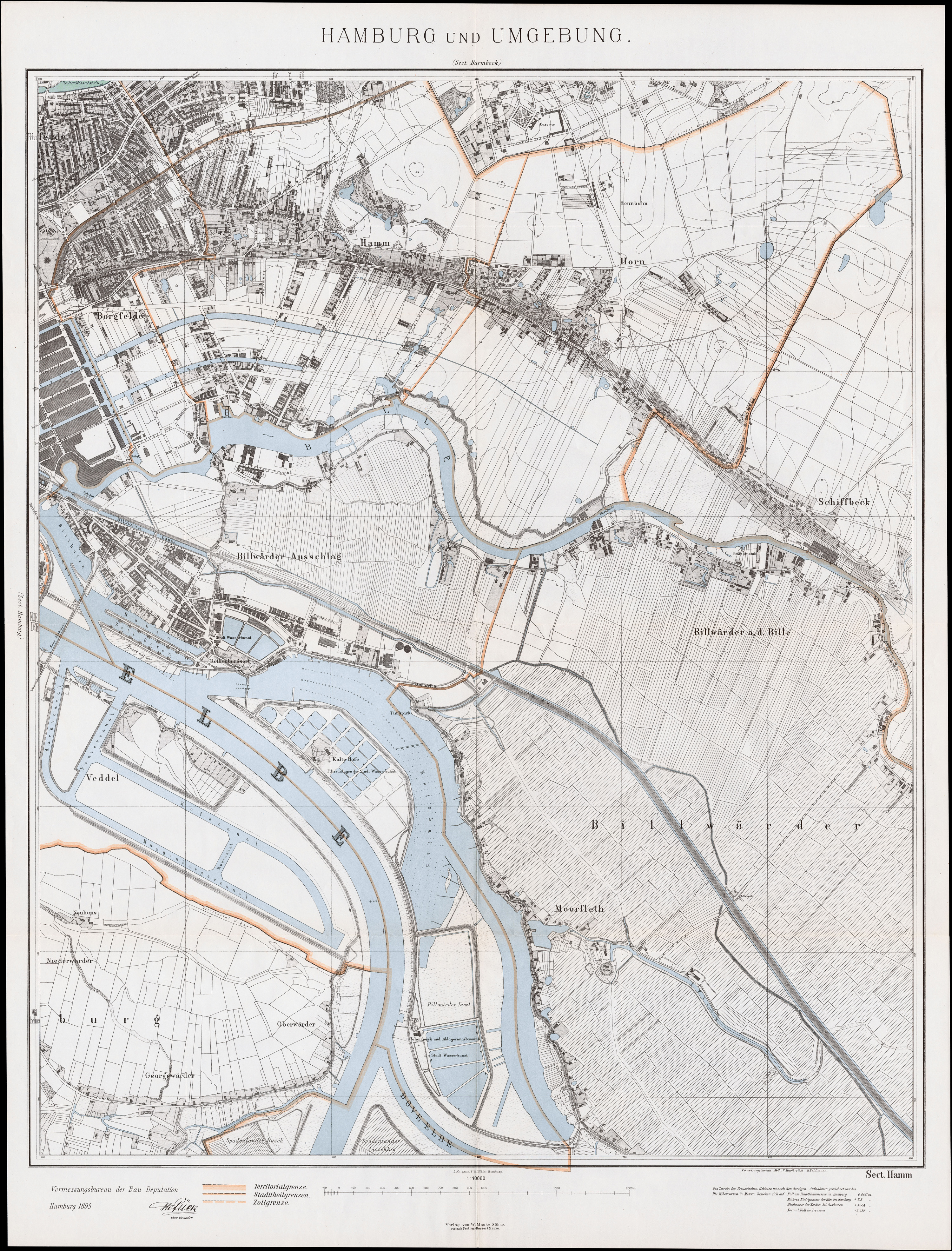
Karte von Hamburg, mit „Billwärder a. d. Bille“ um 1895

Der Name Billwerder bedeutet sinngemäß so viel wie „Insel in der Bille“. Die Besiedlung dieser Marschlandschaft begann etwa um 1150. Die damals sächsischen Siedler errichteten Deiche auf dem Bill- und dem Ochsenwerder nach holländischem Vorbild. Sie entwässerten die Gegend und betrieben Landwirtschaft. 1320 verwüsteten schwere Sturmfluten die Dörfer Billwerder, Allermöhe und Moorfleet. 1331 verkauften die Dörfer ihre Kirchenglocken zur Finanzierung eines neuen Deichs.
1385 erwarb der Hamburger Ratsherr Albert Hoyer zusammen mit seinem Vetter Johannes Hoyer Billwerder von Graf Adolf VII. von Holstein zunächst als Pfand. 1395 kaufte die Stadt Hamburg schließlich Adolfs Sohn Otto I. von Schaumburg Billwerder und andere Dörfer auf dem Gebiet der heutigen Marschlande für 2.400 Mark endgültig ab, um im eigenen Interesse die Elbschifffahrt und den Handel zu sichern. Hamburg richtete die Landherrenschaft Bill- und Ochsenwerder ein, die die Verwaltung des Billwerder übernahm. Dies bedeutete, dass ein Hamburger Ratsherr als Landherr die Rechte der Stadt wahrnahm; hierbei unterstützten ihn Land- und Bauernvögte mit hoheitlichen Befugnissen. Die Stadt baute und finanzierte neue Deiche, so dass Billwerder im 15. Jahrhundert weitgehend gesichert war.
Wie auch in Moorfleet bauten die meisten Bauern Hopfen und Getreide an, wobei sie den Hopfen an die Hamburger Brauereien zur Herstellung des Bieres verkauften. 1627, während des Dreißigjährigen Krieges, erlitt Billwerder Plünderungen der kaiserlichen Armee. 1675 durchzogen dänische Truppen den Ort und 1686 besetzte der Herzog von Braunschweig-Lüneburg Billwerder. Aufgrund der militärischen Auseinandersetzungen verarmten große Teile der Bevölkerung. Durch die Umstellung von Getreide- auf Gemüseanbau erholte sich die Bevölkerung allmählich.
1830 entstand die Landherrenschaft der Marschlande, in die Billwerder überging. Nach 1850 entwickelte sich im Nordosten Billwerders ein riesiges Gewerbe- und Industriegebiet, das 1913 zum eigenen Stadtteil Billbrook wurde. Im Nordwesten hingegen entstand ein dicht besiedeltes Gebiet, das 1871 zum Vorort Billwerder Ausschlag wurde, 1894 den Status eines Stadtteils erhielt und 1938 zumindest zum Teil in Rothenburgsort umbenannt wurde.
Auf den danach verbliebenen knapp 10 Quadratkilometern wird jetzt überwiegend Landwirtschaft mit Ackerbau, Viehzucht und Blumenbau betrieben. 1962 erlitt Billwerder durch die Flutkatastrophe schwere Schäden.
Im Zuge der Flüchtlingskrise in Deutschland 2015/2016 entstand in Billwerder die größte Folgeunterkunft für Flüchtlinge in Deutschland. An der Straße „Am Gleisdreieck“ wurden Wohnungen für 2500 Flüchtlinge gebaut.
2017 wurde mit der Planung des neuen Stadtteils Oberbillwerder begonnen. Dieser soll nördlich der S-Bahn-Trasse im Bereich der Station Allermöhe entstehen.

## Statistik
(Quelle: )
- Anteil der unter 18-Jährigen: 21,6 % [Hamburger Durchschnitt: 16,8 % (2023)]
- Anteil der über 64-Jährigen: 8,5 % [Hamburger Durchschnitt: 17,8 % (2023)]
- Ausländeranteil: 56,4 % [Hamburger Durchschnitt: 20,7 % (2023)]
- Arbeitslosenquote: 9,4 % [Hamburger Durchschnitt: 6,2 % (2023)]

Das durchschnittliche Einkommen je Steuerpflichtigen beträgt in Billwerder 31.848 Euro jährlich (2020), der Hamburger Gesamtdurchschnitt liegt bei 48.035 Euro.

## Politik
Für die Wahl zur Hamburgischen Bürgerschaft gehört Billwerder zum Wahlkreis Bergedorf. Die Bürgerschaftswahl 2025 führte zu folgendem Ergebnis:
| Bürgerschaftswahl | CDU    | SPD    | AfD    | Grüne 1) | Linke 2) | FDP    | Übrige    |
| ----------------- | ------ | ------ | ------ | -------- | -------- | ------ | --------- |
| 2025 3)           | 33,1 % | 29,3 % | 13,2 % | 08,5 %   | 08,3 %   | 01,7 % | 05,9 %    |
| 2020              | 25,8 % | 25,9 % | 12,8 % | 09,6 %   | 12,0 %   | 02,6 % | 11,3 %    |
| 2015              | 10,3 % | 55,5 % | 08,7 % | 07,2 %   | 09,1 %   | 05,6 % | 03,6 %    |
| 2011              | 22,9 % | 52,6 % | –      | 08,6 %   | 05,8 %   | 05,6 % | 04,5 %    |
| 2008              | 43,5 % | 32,6 % | –      | 07,8 %   | 05,2 %   | 08,0 % | 02,9 %    |
| 2004              | 48,2 % | 31,6 % | –      | 07,5 %   | –        | 02,9 % | 09,8 % 4) |
| 2001              | 26,9 % | 32,5 % | –      | 05,8 %   | 00,2 %   | 04,4 % | 30,2 % 5) |

Bei der Bezirksversammlungswahl gehört der Stadtteil zum Wahlkreis Vierlande II / Marschlande. Bei Bundestagswahlen zählt Billwerder zum Bundestagswahlkreis Hamburg-Bergedorf – Harburg.

## Kultur und Sehenswürdigkeiten

### Museen

„Glockenhaus“ mit Malermuseum

Im „Glockenhaus“, einem denkmalgeschützten ehemaligen Landhaus, befindet sich das Deutsche Maler- und Lackierer-Museum, das sich mit der Geschichte des Maler- und Lackiererhandwerks im deutschsprachigen Raum beschäftigt. Es besteht seit 1984 und wird vom Verein zur Förderung des Deutschen Maler- und Lackierer-Museums e. V. betrieben.

### Bauwerke

Billwerder Motive 1907

Die evangelisch-lutherische St.-Nikolai-Kirche entstand von 1737 bis 1739. Das dazugehörige Pastorat wurde 1833 errichtet, das Gemeindehaus 1905. Bei Lötarbeiten brannte die Kirche 1911 ab. Der 1913 eingeweihte Neubau entstand auf den alten Mauern der Kirche.

## Wirtschaft und Infrastruktur

### Landwirtschaft
Etwa die Hälfte der Gesamtfläche wird von verschiedenen Betrieben landwirtschaftlich genutzt.

### Bahnanlagen

#### Umschlagbahnhof Billwerder
In den Jahren 1991 bis 1993 entstand in Billwerder auf dem Gelände eines ehemaligen Verschiebebahnhofs der Deutschen Reichsbahn aus der zweiten Hälfte der 1920er Jahre ein Umschlagbahnhof für den kombinierten Verkehr mit je einer Kranbahn von 720 m bzw. 620 m Länge sowie insgesamt fünf Portalkranen, die auf den beiden Kranbahnen jeweils vier Gleise und sieben Fahrspuren überdecken. Die Zufahrt für die Lkw befindet sich westlich der Anlage mit Anschluss von der Halskestraße mit acht Zufahrtsschaltern und einer Ausfahrt. Im Osten befindet sich die Ein-/Ausfahrgruppe für die Güterzüge, die von beiden Richtungen aus angefahren werden kann. Angeschlossen ist eine kleine Anlagen zur Güterwagen-„Schnellausbesserung“. In dem am 22. November 1993 in Betrieb genommenen 3,7 km langen Ubf werden jährlich etwa 180.000 Ladeeinheiten (überwiegend Wechselbrücken und Container) von der Straße auf die Schiene und umgekehrt umgeschlagen. Am 5. November 2012 wurde ein drittes so genanntes Umschlagmodul mit 575 m kranbarer Nutzlänge, weiteren vier Ladegleisen und zwei Portalkränen sowie den zugehörigen straßenseitigen Lade- und Abstellspuren in Betrieb genommen.

#### S-Bahn

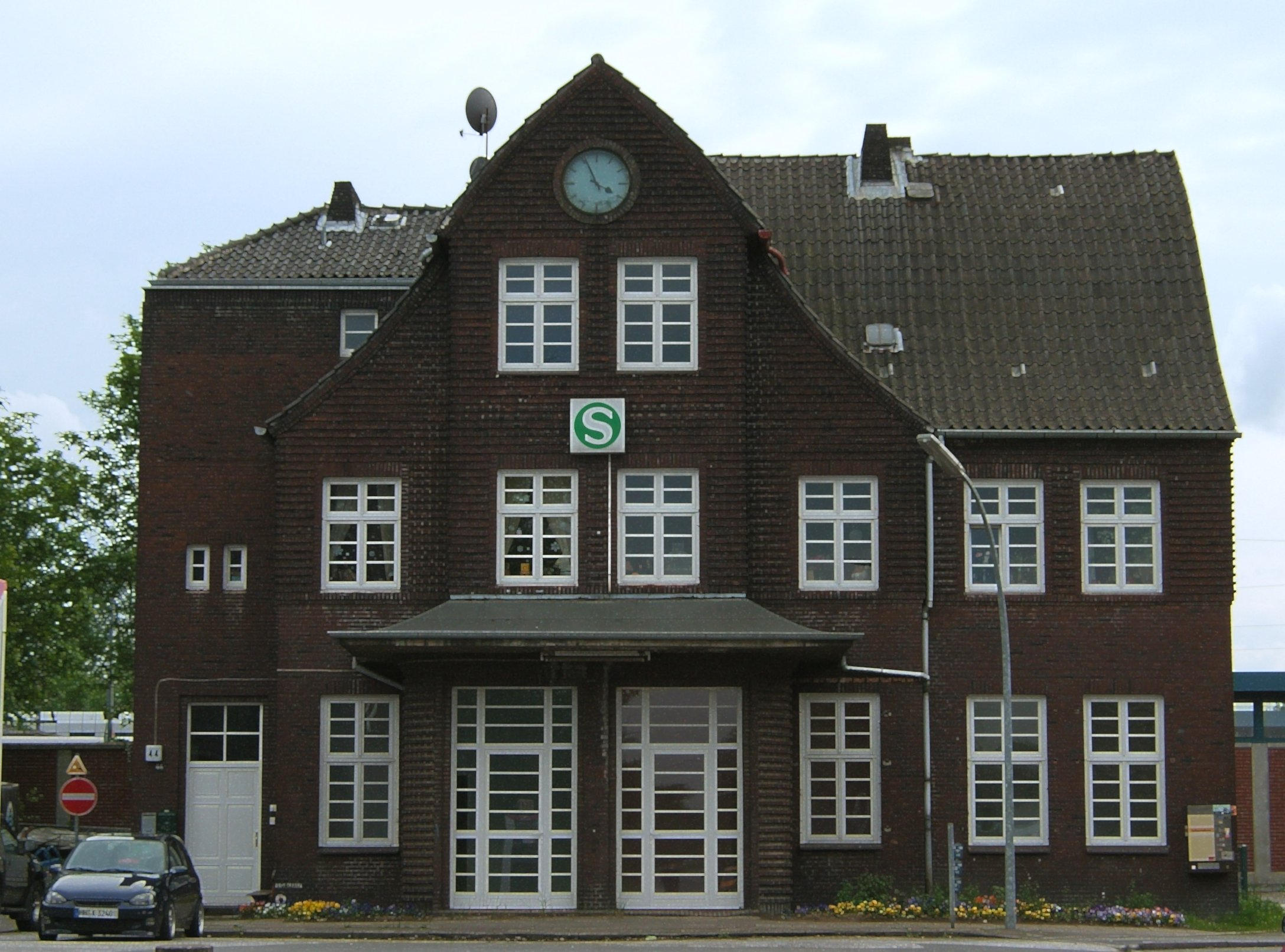
Das ehemalige Bahnhofs-Empfangsgebäude

Die Haltestellen Billwerder-Moorfleet und Mittlerer Landweg liegen an der parallel zur durchlaufenden Bahnstrecke Berlin–Hamburg angelegten S-Bahn-Strecke. Der elektrische S-Bahn-Betrieb hier begann am 1. Juni 1958 zwischen Berliner Tor und Bergedorf mit Gleichstromzügen, er ersetzte die vorher eingesetzten Vorortbahnzüge mit Dampfloks im S-Bahn-Tarif.
Die Haltestelle Billwerder-Moorfleet wurde jedoch bereits am 7. Mai 1842 als Bedarfshaltepunkt der Hamburg-Bergedorfer Eisenbahn eröffnet. Die Hamburger Marschbahn kreuzte hier im rechten Winkel von 1928 bis 1952 auf der Strecke von Billbrook nach Zollenspieker.

### Rundfunksender
Seit dem 2. Mai 1924 befindet sich auf dem Billwerder-Gelände ein großer Rundfunksender, der bis heute zum Sender Billwerder-Moorfleet ausgebaut wurde.

### Strafvollzug
Im Jahr 2000 begann unmittelbar an der Bundesautobahn 1 auf einem fast 200.000 Quadratmeter großen Areal der Bau der Justizvollzugsanstalt Billwerder. Der erste Bauabschnitt wurde im Juni 2003 in Betrieb genommen und der zweite Bauabschnitt war im Februar 2006 abgeschlossen. Die neue, mit 803 Plätzen ausgestattete Anstalt ersetzte die Justizvollzugsanstalt Neuengamme, die zum Teil auf dem Gelände des ehemaligen Konzentrationslagers Neuengamme stand.

### Vereine
Auf der Sportanlage Mittlerer Landweg spielt der Fußball-Oberligist ETSV Hamburg, der 2023 aufgestiegen ist.

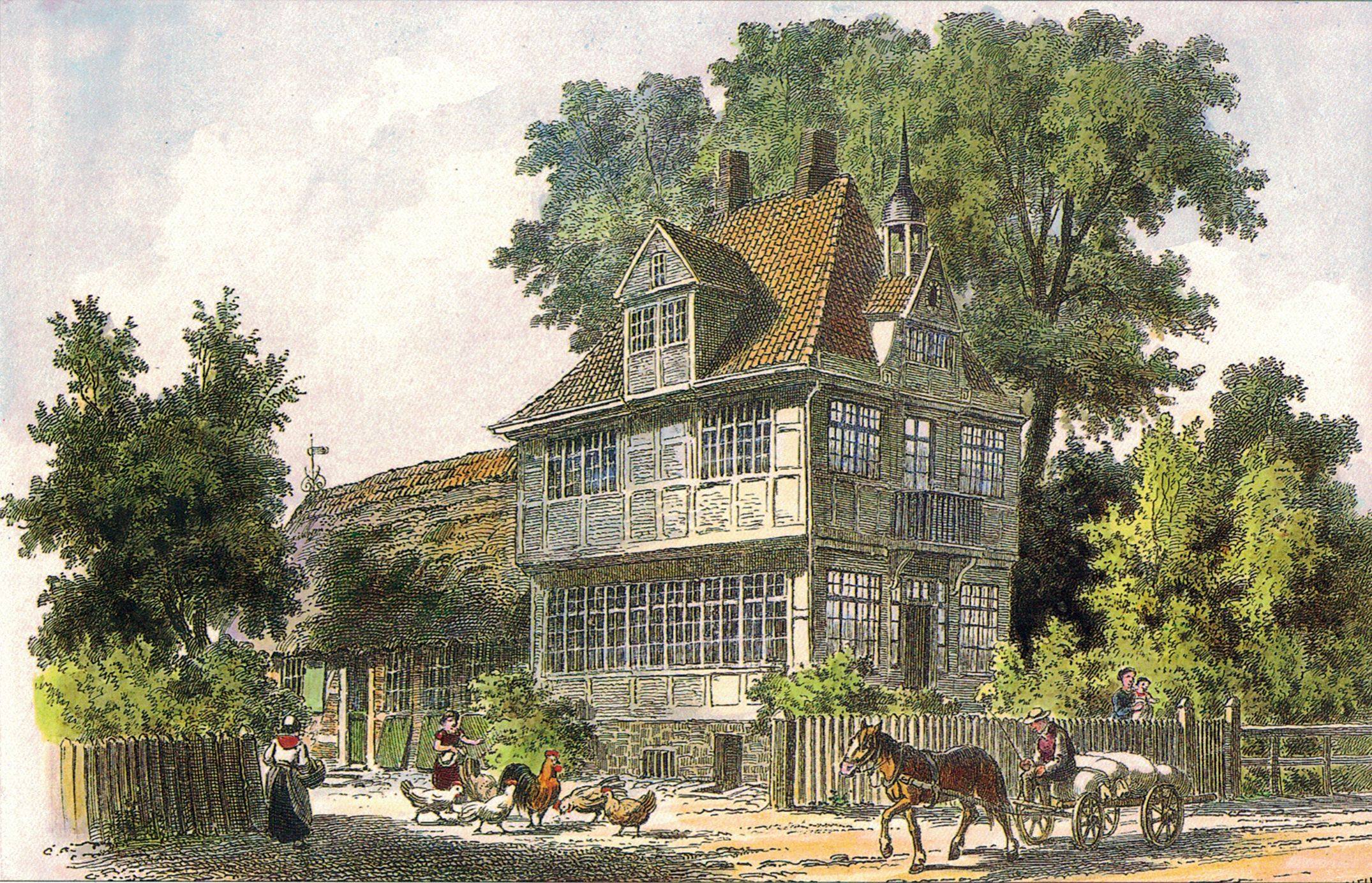
Glockenhaus 1885
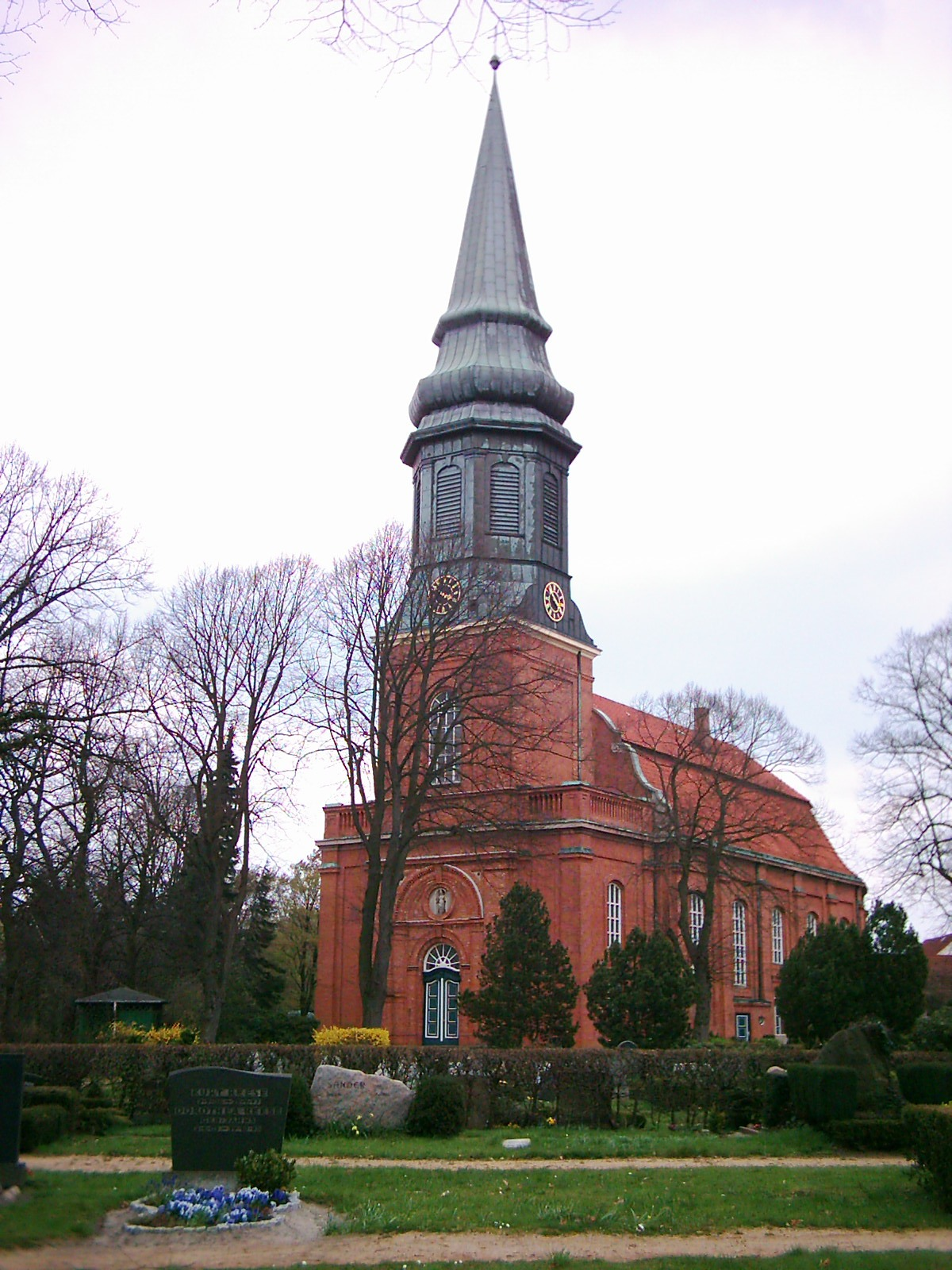
Kirche St. Nikolai
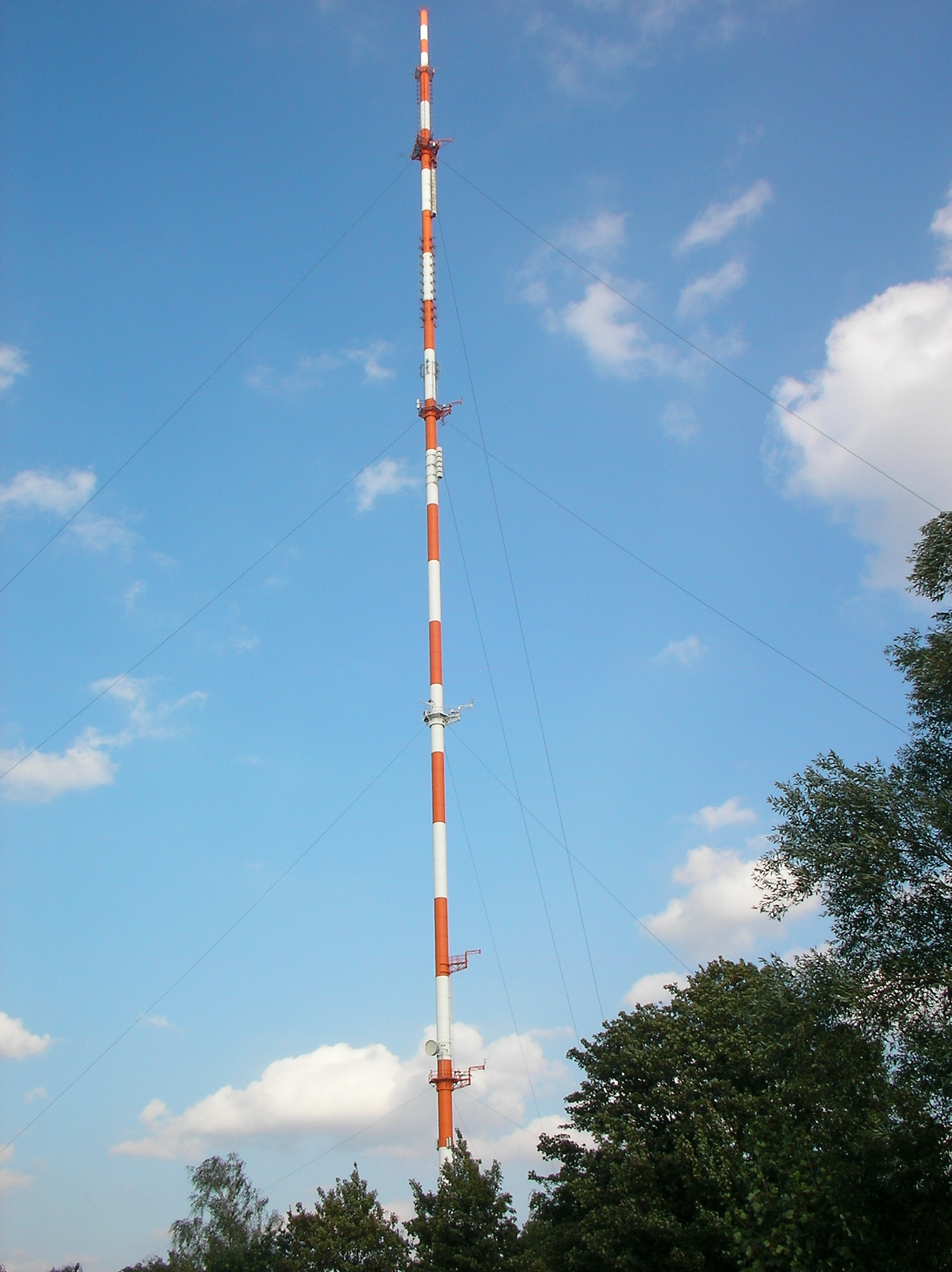
Der 304 m hohe Sendemast des NDR
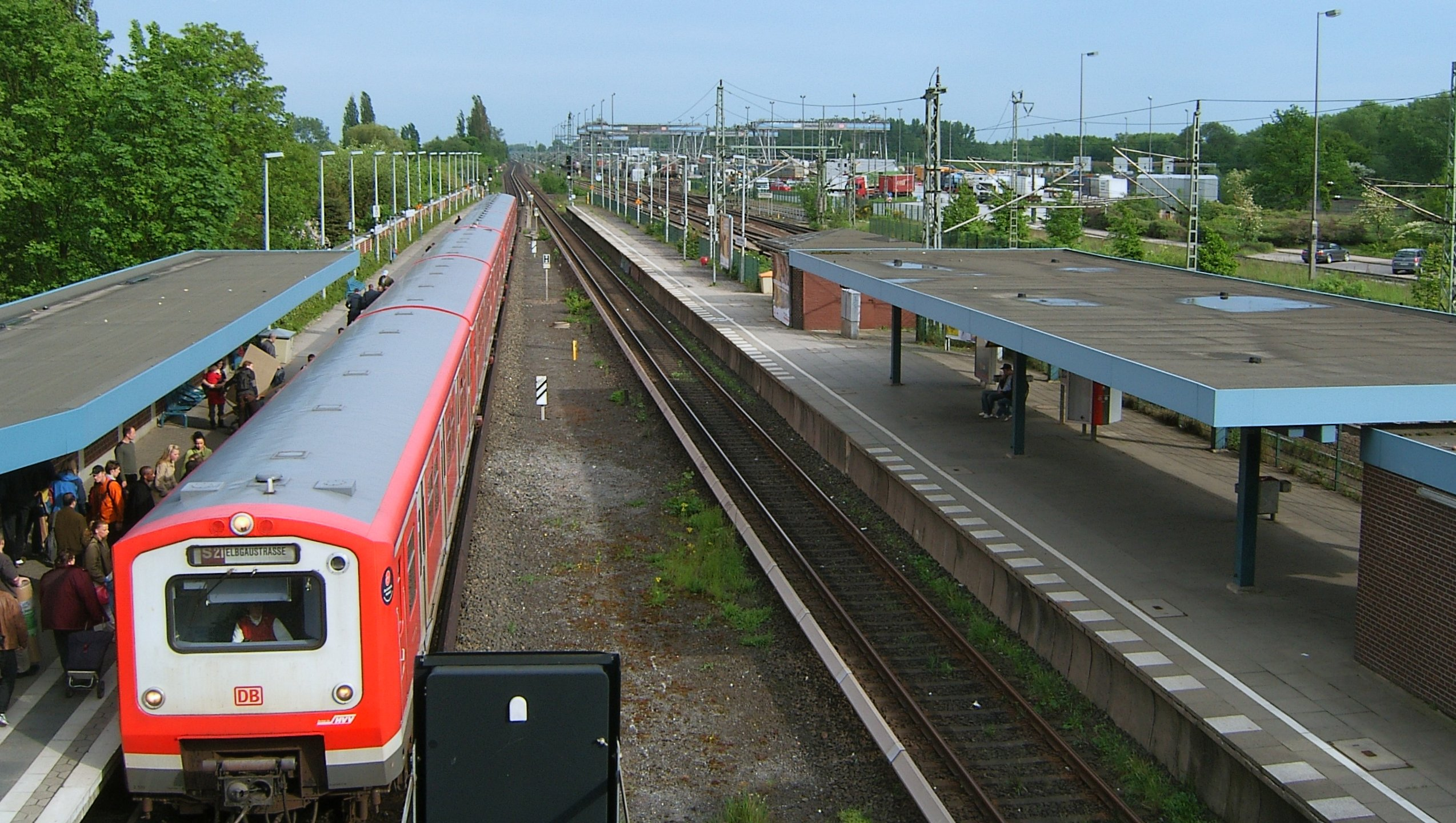
Modernisierter S-Bahnhof Billwerder-Moorfleet, dahinter der Umschlagbahnhof Billwerder
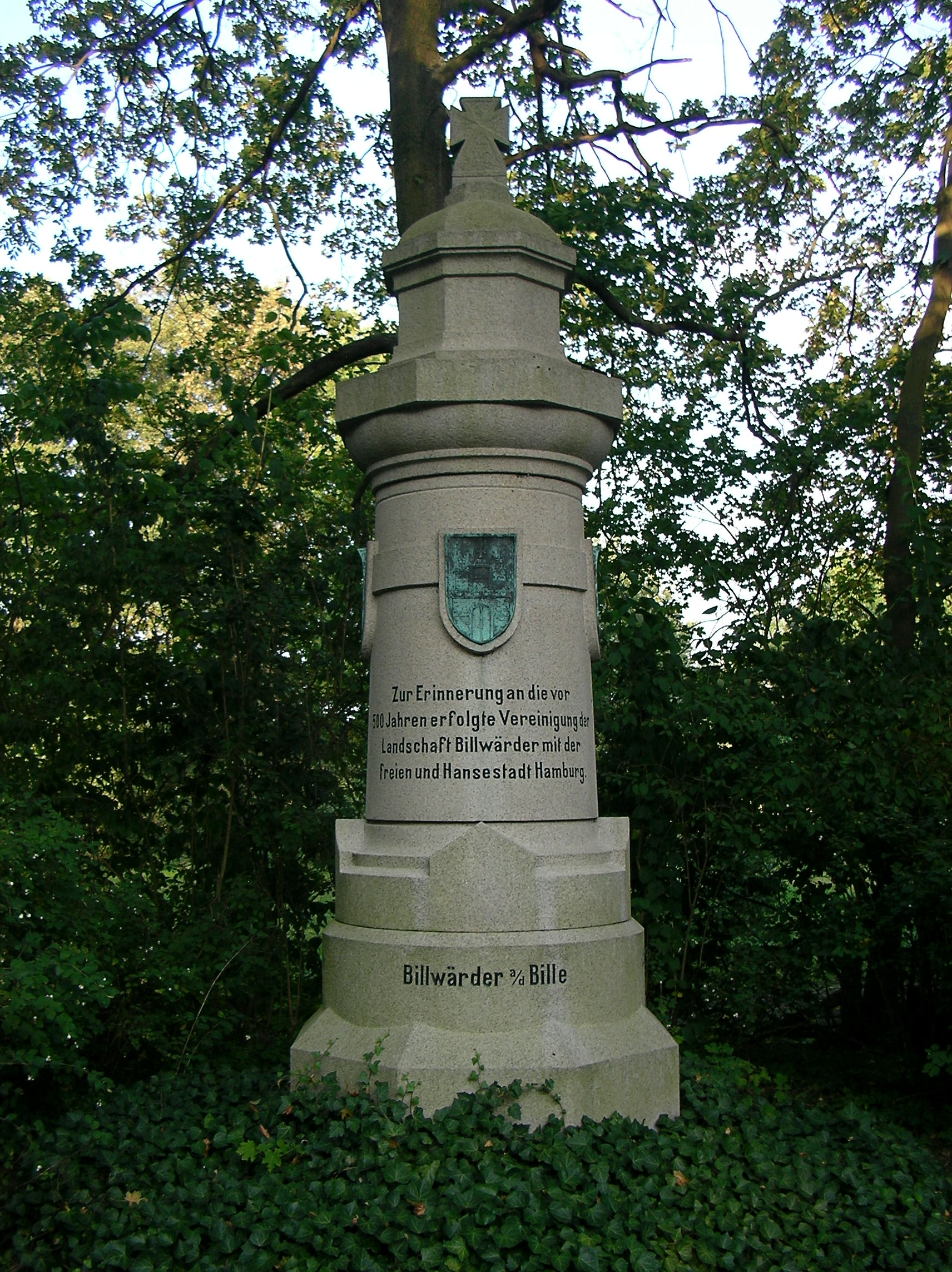
Das Denkmal von 1895 zur 500-Jahr-Feier …
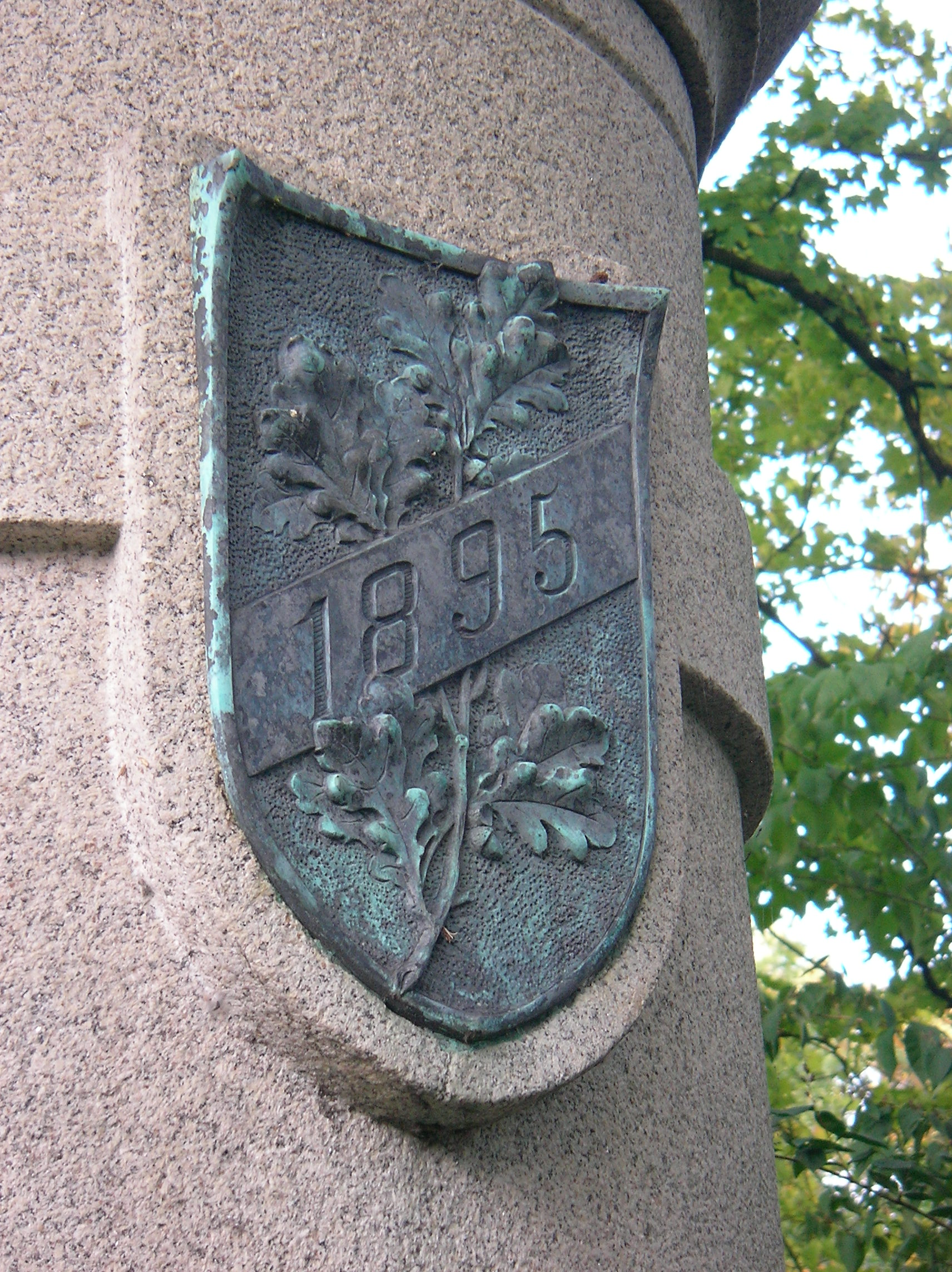
… der Vereinigung Billwerders mit Hamburg 1395
Das „Glockenhaus“ mit dem Deutschen Maler- und Lackierer-Museum